# Punisher (film 2004)
Punisher (oryg. The Punisher) – amerykański sensacyjny film akcji z 2004 roku na podstawie serii komiksów o postaci o tym samym pseudonimie wydawnictwa Marvel Comics oraz reboot filmu z 1989 roku. Za reżyserię filmu odpowiadał Jonathan Hensleigh na podstawie scenariusza napisanego wspólnie z Michaelem Francem. Tytułową rolę zagrał Thomas Jane, a obok niego w głównych rolach wystąpili: John Travolta, Will Patton, Roy Scheider, Laura Harring, Ben Foster i Rebecca Romijn-Stamos.
W filmie główny bohater, agent FBI Frank Castle, bierze udział w ostatnim przydzielonym mu zadaniu przed odejściem ze służby. Operacja kończy się sukcesem, jednak ginie w niej syn skorumpowanego biznesmena Howarda Sainta. Saint w odwecie zleca zamordowanie Castle’a i jego rodziny. Castle jako jedyny uchodzi z życiem i mści się za śmierć swojej rodziny jako Punisher.
Światowa premiera filmu Punisher miała miejsce 12 kwietnia 2004 roku w Los Angeles. W Polsce zadebiutował 18 czerwca tego samego roku. Film przy budżecie 33 milionów dolarów zarobił niecałe 55 milionów. Otrzymał on przeważnie negatywne oceny od krytyków. Początkowo planowana była kontynuacja, ale po odejściu Jane’a w 2007 roku zdecydowano się na kolejny reboot, Punisher: Strefa wojny z 2008 roku, z Rayem Stevensonem w tytułowej roli. W 2013 roku prawa do postaci powróciły do Marvel Studios. Zdecydowano się na kolejny reboot postaci. Jako Frank Castle / Punisher został obsadzony Jon Bernthal, który zadebiutował w serialu Daredevil w 2016 roku, a następnie pojawił się w dwóch sezonach jako tytułowa postać w serialu Punisher w latach 2017–2019.

## Obsada
- Thomas Jane jako Frank Castle / Punisher, agent FBI i były członek Delta Force US Army, który szuka zemsty za śmierć swojej rodziny jako Punisher[1].
- John Travolta jako Howard Saint, skorumpowany biznesmen współpracujący z południowoamerykańskimi kartelami narkotykowymi; odpowiada za śmierć rodziny Castle’a[1].
- Will Patton jako Quentin Glass, prawa ręka Sainta[1].
- Roy Scheider jako Frank Castle Sr., zamordowany ojciec Castle’a[1].
- Laura Harring jako Livia Saint, żona Sainta[1].
- Ben Foster jako Spacker Dave, przyjaciel i sąsiad Castle’a[1].
- Rebecca Romijn-Stamos jako Joan, przyjaciółka i sąsiadka Castle’a[1].

W filmie ponadto wystąpili: Samantha Mathis i Marcus Johns jako Maria Castle i Will Castle, zamordowani żona i syn Castle’a; James Carpinello jako Bobby Saint i John Saint, synowie Sainta; Russell Andrews jako James Weeks, agent FBI współpracujący z Castle’em; Omar Avila i Eduardo Yáñez jako Joe Toro i Mike Toro, bracia pracujący dla Sainta; Mark Collie jako Harry Heck i Kevin Nash jako Rosjanin, zabójcy wynajęci przez Sainta do zabicia Castle’a; Eddie Jemison jako Micky Duka, podwładny Sainta, który zostaje sojusznikiem Castle’a; John Pinette jako Bumpo, przyjaciel i sąsiad Castle’a; Tom Nowicki jako Lincoln, pracownik Sainta oraz Marco St. John jako Morris, szef FBI.

## Produkcja

### Rozwój projektu
W 1997 roku Marvel Studios rozpoczęło prace nad nowym filmem o Punisherze. W 2000 roku studio podpisało umowę z Artisan Entertainment dotyczącą adaptacji filmowych i serialowych piętnastu postaci z komiksów Marvel Comics, w tym Punishera. Gale Anne Hurd i Avi Arad zostali producentami filmu. W 2002 roku Jonathan Hensleigh został zatrudniony na stanowisku reżysera oraz do napisania scenariusza. Punisher stał się jego debiutem reżyserskim. 
Scenariusz filmu został oparty głównie na dwóch komiksach o tej postaci: Welcome Back, Frank i The Punisher: Year One. Hensleigh wyjawił jednak, że musiał usunąć ze scenariusza większość historii inspirowanej Welcome Back, Frank, ze względu na czas trwania filmu. Współautorem scenariusza był Michael France, który został zatrudniony przez studio jesienią 2000 roku.
Hensleigh otrzymał od studia budżet w granicach 33 milionów dolarów, poniżej oczekiwanej kwoty i standardowego budżetu dla filmu akcji w tym czasie. Był on zmuszony wielokrotnie przerabiać scenariusz, aby zmieścić się w wyznaczonym budżecie. Usunięto między innymi scenę otwierającą film, która miałaby mieć miejsce w Kuwejcie. Aby obniżyć koszty produkcji France zaproponował, aby akcja filmu rozgrywała się na Florydzie. Hensleigh określił film jako hołd dla filmu Mad Max i tragedii Otello Williama Shakespeare’a.
W trakcie realizacji zdjęć Lions Gate Films przejęło Artisan Entertainment stając się nowym dystrybutorem filmu.

### Casting
W kwietniu 2003 roku ujawniono, że Thomas Jane zagra tytułowego bohatera. Avi Arad proponował Jane’owi kilka innych ról w filmach studia, które Jane odrzucał, ponieważ nie widział siebie w roli superbohatera. Przyjął on propozycję dopiero po zapoznaniu się z komiksami o Punisherze. Jane trenował do roli przez sześć miesięcy z United States Navy SEALs. 
W maju 2003 roku poinformowano, że w filmie zagra John Travolta jako Howard Saint. W czerwcu ujawniono, że w filmie wystąpią: Rebecca Romijn-Stamos jako Joan i Laura Harring jako Livia Saint. W lipcu do obsady dołączyli: Ben Foster jako Spacker Dave, Will Patton jako Quentin Glass i Samantha Mathis jako Maria Castle oraz James Carpinello, Mark Collie, John Pinette, Eddie Jemison i Russell Andrews.

### Zdjęcia i postprodukcja
Zdjęcia do filmu rozpoczęły się 2 sierpnia 2003 roku w Tampa na Florydzie. Zdjęcia zrealizowano między innymi w porcie w Tampa, Ybor City, DeSoto State Park, Honeymoon Island State Park i na Uniwersytecie Południowej Florydy. Odpowiadał za nie Conrad W. Hall. Prace na planie zakończyły się 14 października, po 52 dniach zdjęć. Scenografią zajął się Michael Hanan, a kostiumy zaprojektowała Lisa Tomczeszyn.
Montażem filmu zajęli się Steven Kemper i Jeff Gullo. Efekty specjalne przygotowały studia Fantasy II Film Effects i Howard Anderson Company.

## Muzyka
Carlo Siliotto został zatrudniony do skomponowania muzyki do filmu. 23 marca 2004 roku pojawił się The Punisher: The Album wydany przez Wind-up Records. Natomiast album z muzyką Siliotto, The Punisher: Original Score from the Motion Picture, został wydany 15 czerwca tego samego roku przez La-La Land Records.  
| The Punisher: The Album – 2004 | The Punisher: The Album – 2004 | The Punisher: The Album – 2004                   | The Punisher: The Album – 2004 |
| Nr                             | Tytuł utworu                   | Wykonawca                                        | Długość                        |
| ------------------------------ | ------------------------------ | ------------------------------------------------ | ------------------------------ |
| 1.                             | „Step Up”                      | Drowning Pool                                    | 3:18                           |
| 2.                             | „Bleed”                        | Puddle of Mudd                                   | 3:34                           |
| 3.                             | „Slow Motion”                  | Nickelback                                       | 3:32                           |
| 4.                             | „Never Say Never”              | Queens of the Stone Age                          | 4:23                           |
| 5.                             | „Broken”                       | Seether featuring Amy Lee                        | 4:18                           |
| 6.                             | „Finding Myself”               | Smile Empty Soul                                 | 3:29                           |
| 7.                             | „Lost in a Portrait”           | Trapt                                            | 4:41                           |
| 8.                             | „Still Running”                | Chevelle                                         | 3:11                           |
| 9.                             | „Ashes to Ashes”               | Damageplan featuring Jerry Cantrell              | 5:04                           |
| 10.                            | „Sold Me”                      | Seether                                          | 3:40                           |
| 11.                            | „Eyes Wired Shut”              | Edgewater                                        | 3:14                           |
| 12.                            | „Slow Chemical”                | Finger Eleven                                    | 3:18                           |
| 13.                            | „The End Has Come”             | Ben Moody featuring Jason C. Miller, Jason Jones | 3:08                           |
| 14.                            | „Piece by Piece”               | Strata                                           | 3:38                           |
| 15.                            | „Bound to Violence”            | Hatebreed                                        | 2:23                           |
| 16.                            | „Sick”                         | Seven Wiser                                      | 3:05                           |
| 17.                            | „Complicated”                  | Submersed                                        | 3:08                           |
| 18.                            | „Time for People”              | Atomship                                         | 3:44                           |
| 19.                            | „In Time”                      | Mark Collie                                      | 2:45                           |
|                                |                                |                                                  | 1:07:33                        |

| The Punisher: Original Score from the Motion Picture – 2004 | The Punisher: Original Score from the Motion Picture – 2004 | The Punisher: Original Score from the Motion Picture – 2004 | The Punisher: Original Score from the Motion Picture – 2004 | The Punisher: Original Score from the Motion Picture – 2004 |
| Nr                                                          | Tytuł utworu                                                | Autor                                                       | Wykonawca                                                   | Długość                                                     |
| ----------------------------------------------------------- | ----------------------------------------------------------- | ----------------------------------------------------------- | ----------------------------------------------------------- | ----------------------------------------------------------- |
| 1.                                                          | „The Punisher”                                              | C. Siliotto                                                 |                                                             | 0:56                                                        |
| 2.                                                          | „Otto Krieg”                                                | C. Siliotto                                                 |                                                             | 3:14                                                        |
| 3.                                                          | „Unusual Resurrection”                                      | C. Siliotto                                                 |                                                             | 1:40                                                        |
| 4.                                                          | „Moving”                                                    | C. Siliotto                                                 |                                                             | 3:09                                                        |
| 5.                                                          | „I Can’t Believe I’m Home”                                  | C. Siliotto                                                 |                                                             | 1:23                                                        |
| 6.                                                          | „His Whole Family”                                          | C. Siliotto                                                 |                                                             | 1:27                                                        |
| 7.                                                          | „The Massacre”                                              | C. Siliotto                                                 |                                                             | 5:45                                                        |
| 8.                                                          | „Death and Resurrection of Frank Castle”                    | C. Siliotto                                                 |                                                             | 1:47                                                        |
| 9.                                                          | „God’s Gonna Sit This One Out”                              | C. Siliotto                                                 |                                                             | 3:57                                                        |
| 10.                                                         | „Ice Lolly and Meat”                                        | C. Siliotto                                                 |                                                             | 1:28                                                        |
| 11.                                                         | „You’re Gonna Help Me”                                      | C. Siliotto                                                 |                                                             | 1:24                                                        |
| 12.                                                         | „Entering the Fort”                                         | C. Siliotto                                                 |                                                             | 1:58                                                        |
| 13.                                                         | „About Your Family / Setting a Trap”                        | C. Siliotto                                                 |                                                             | 3:11                                                        |
| 14.                                                         | „A Bomb for John Saint”                                     | C. Siliotto                                                 |                                                             | 1:08                                                        |
| 15.                                                         | „Good Memories Can Save Your Life”                          | C. Siliotto                                                 |                                                             | 1:13                                                        |
| 16.                                                         | „The Thugs”                                                 | C. Siliotto                                                 |                                                             | 1:30                                                        |
| 17.                                                         | „The Torture”                                               | C. Siliotto                                                 |                                                             | 3:12                                                        |
| 18.                                                         | „Elevator and Headache”                                     | C. Siliotto                                                 |                                                             | 1:07                                                        |
| 19.                                                         | „A New Family / Joan’s Suffering”                           | C. Siliotto                                                 |                                                             | 3:34                                                        |
| 20.                                                         | „Quentin’s Glass Home”                                      | C. Siliotto                                                 |                                                             | 1:32                                                        |
| 21.                                                         | „Killing a Best Friend”                                     | C. Siliotto                                                 |                                                             | 1:43                                                        |
| 22.                                                         | „You Don’t Understand... End of a Dark Lady”                | C. Siliotto                                                 |                                                             | 2:34                                                        |
| 23.                                                         | „She Took the Train / Punishment”                           | C. Siliotto                                                 |                                                             | 1:47                                                        |
| 24.                                                         | „The Arrow”                                                 | C. Siliotto                                                 |                                                             | 1:48                                                        |
| 25.                                                         | „Both of Them”                                              | C. Siliotto                                                 |                                                             | 1:32                                                        |
| 26.                                                         | „The Skull”                                                 | C. Siliotto                                                 |                                                             | 2:34                                                        |
| 27.                                                         | „Castle’s Loneliness”                                       | C. Siliotto                                                 |                                                             | 1:35                                                        |
| 28.                                                         | „Call Me „The Punisher””                                    | C. Siliotto                                                 |                                                             | 2:23                                                        |
| 29.                                                         | „Jealous One”                                               | D. Besterman, G. Marchak, J. C. Loader, R. Stoney           | J.C. Loader                                                 | 3:52                                                        |
| 30.                                                         | „La donna è mobile”                                         | G. Verdi                                                    | Peter Dvorský                                               | 2:06                                                        |
|                                                             |                                                             |                                                             |                                                             | 1:06:29                                                     |

## Wydanie
Światowa premiera filmu Punisher miała miejsce 12 kwietnia 2004 roku w Los Angeles, podczas której pojawili się obsada i twórcy filmu oraz zaproszeni goście. Film zadebiutował dla szerszej publiczności w Stanach Zjednoczonych 16 kwietnia. W Polsce pojawił się 18 czerwca tego samego roku.

## Odbiór

### Box office
Punisher, przy budżecie szacowanym na 33 miliony dolarów, zarobił prawie 55 milionów, z czego w Stanach Zjednoczonych i Kanadzie prawie 34 miliony.

### Krytyka w mediach
Film spotkał się z negatywnymi opiniami krytyków. W serwisie Rotten Tomatoes 29% z 172 recenzji uznano za pozytywne, a średnia ocen wystawionych na ich podstawie wyniosła 4,6/10. Na portalu Metacritic średnia ważona ocen z 36 recenzji wyniosła 33 punkty na 100. Natomiast według serwisu CinemaScore, zajmującego się mierzeniem atrakcyjności filmów w Stanach Zjednoczonych, publiczność przyznała mu ocenę B+ w skali od F do A+.
Joe Leydon z „Variety” określił film jako „przygnębiająco zepsuty, a czasem śmiesznie głupi”. Pochwalił Jane’a za jego „odpowiednie fizyczne przygotowanie i powagę”, natomiast skrytykował Travoltę stwierdzając, że „nie robił nic, by tchnąć coś nowego do mdłego pierwowzoru”. Michael O’Sullivan z „The Washington Post” ocenił, że „przyjemność z jaką czerpiemy z jego [Punishera] niezdolności do oparcia się jego najgorszym instynktom, jest jak kęs pysznej ciemnej czekolady: prawdopodobnie dla nas zły, zdecydowanie gorzki, ale wciąż słodki i pobudzający”. Carla Meyer z „San Francisco Chronicle” napisała, że Punisher to „zabawna, choć głupia filmowa adaptacja komiksu Marvela”. Roger Ebert z „Chicago Sun-Times” stwierdził, że „Punisher jest tak ponury i smutny, że zastanawiasz się, czy nawet jego bohater czerpie satysfakcję ze swoich osiągnięć”. Robert K. Elder z „Chicago Tribune” napisał, że „studium przypadku jak schrzanić prostą, mocną historię zemsty, reżyser Jonathan Hensleigh karze widzów nieznośnie powolnym filmem akcji, który wymaga umieszczenia słowa akcja w cudzysłowie”. Jeff Otto z IGN ocenił, że „Punisher to wstyd, przykład dobrej historii obróconej w gówno”. Keith Phipps z AV Club stwierdził, że „scenariusz zemsty tak prosty, że mógłby powstać na placu zabaw”.

### Nagrody i nominacje
| Rok  | Ceremonia                 | Kategoria                                         | Nominowani                  | Rezultat  | Przypis |
| ---- | ------------------------- | ------------------------------------------------- | --------------------------- | --------- | ------- |
| 2005 | Prism Awards              | Najlepszy szeroko rozpowszechniony film fabularny | Punisher                    | Nominacja | [ 36 ]  |
| 2005 | Taurus World Stunt Awards | Najlepsza praca kaskaderska z ogniem              | Mark Chadwick               | Wygrana   | [ 37 ]  |
| 2005 | Taurus World Stunt Awards | Najlepsza praca kaskaderska z pojazdem            | Keii Johnston, Dane Farwell | Nominacja | [ 37 ]  |
| 2005 | Taurus World Stunt Awards | Najlepsza praca kaskaderki                        | Donna Evans                 | Nominacja | [ 37 ]  |
| 2005 | Taurus World Stunt Awards | Najlepszy koordynator kaskaderów                  | Gary Hymes                  | Nominacja | [ 37 ]  |

## Anulowana kontynuacja, reboot oraz serial
W lutym 2004 roku ujawniono, że Lions Gate Entertainment planuje sequel zatytułowany The Punisher 2. W maju 2007 roku Thomas Jane zrezygnował z roli w filmie z powodu różnic twórczych. Miesiąc później John Dahl, który prowadził negocjacje dotyczące objęcia stanowiska reżysera, wycofał się z powodu jakości scenariusza i ograniczonego budżetu.
W tym samym miesiącu Lexi Alexander została zatrudniona na stanowisko reżysera, a w lipcu poinformowano, że Ray Stevenson zastąpi Jane’a w tytułowej roli. W sierpniu ujawniono, że film będzie nosić tytuł Punisher: Strefa wojny (oryg. Punisher: War Zone). W grudniu Alexander poinformowała, że film będzie rebootem. Strefa wojny, ze scenariuszem Nicka Santora, Matta Hollowaya i Arta Marcuma, zadebiutowała w 2008 roku.
W maju 2013 roku prawa do postaci powróciły do Marvel Studios. W czerwcu 2015 roku Jon Bernthal został obsadzony w roli Franka Castle’a / Punishera w drugim sezonie serialu Daredevil. W styczniu 2016 roku pojawiły się informacje o planach produkcji spin-offu zatytułowanego Punisher. W kwietniu 2016 roku Netflix poinformował, że zamówiony został pierwszy sezon serialu z Bernthalem w tytułowej roli, a showrunnerem został Steve Lightfoot. Punisher zadebiutował w listopadzie 2017 roku, a w grudniu zamówiono drugi sezon, który pojawił się w styczniu 2019 roku. W lutym Netflix zakończył serial po dwóch sezonach.